# Martín Enríquez de Almanza
Martín Enríquez de Almanza (décès ca. 13 mars 1583) est, du 5 novembre 1568 au 3 octobre 1580, le quatrième Vice-roi de la Nouvelle-Espagne puis, du 23 septembre 1581 jusqu'à sa mort en 1583, Vice-roi du Pérou. Son lieu de naissance et ses origines sont incertains. Quelques historiens spéculent sur de possibles origines sépharades du Vice-roi, mais ceci n'a jamais été confirmé.

## Gouvernement
Ayant été nommé Vice-roi par le Conseil des Indes, sa première action lors de son arrivée à Veracruz, est de déloger les pirates anglais de l’Isla de Sacrificios, une base qu'ils utilisent pour leurs rapines sur les côtes et l'attaque des bateaux espagnols.
Lorsqu'il arrive à Mexico, il prend des mesures immédiates pour que s'apaise la tourmente causée par l'ancien président de l'Audiencia, Alonso de Muñoz.
Enríquez de Almanza agit en tant que médiateur entre les évêques et les ordres religieux de Nouvelle-Espagne. La dispute entre ces religieux datait de la vice-royauté de Gastón de Peralta, une disposition royale stipulait alors que l'administration des paroisses était de la responsabilité du clergé séculier, contraignant frères, nones et autres membres du clergé régulier à se retirer dans les couvents. Le clergé régulier refusa d'obéir à cette disposition, débutant ainsi le conflit. Les Franciscains menacèrent d'abandonner la ville et commencèrent en fait à marcher vers Veracruz. Ils furent attaqués par les Indiens et sommés de revenir par le Vice-roi. Après avoir obtenu quelques concessions, il rentrèrent à Mexico.
En 1570 le Vice-roi mène personnellement une expédition contre les tribus indiennes qui ont dévasté l'intérieur du pays. Il établit des presidios à Ojuelos et Portezuelos, sur la route de Zacatecas. Il fonde la ville de San Felipe (Guanajuato) et de nombreuses autres villes et villages ainsi que des collèges et couvents. En 1571, il commence la construction de la cathédrale métropolitaine de Mexico.

## Établissement de l'Inquisition
Pendant le mandat d'Enríquez de Almanza, l'Inquisition espagnole est formellement établie. Pedro Moya de Contreras, le premier inquisiteur de Nouvelle-Espagne, arrive en 1571.
Composé d'un groupe d'évêques et parfois dirigé par l'Archevêque de Mexico, le Tribunal du Saint-Office (nom officiel de l'Inquisition) a pour mission de superviser et contrôler les pratiques religieuses des indigènes et d’éradiquer le judaïsme, le marranisme et le protestantisme.
Ce tribunal religieux s'active rapidement. Les premières victimes de l'Inquisition dans le Nouveau Monde sont deux Anglais et un Irlandais, brûlés en place publique à Mexico le 15 avril 1574 pour luthéranisme. Environ 200 personnes sont jugées en 1574, l'année où les premiers autodafés ont lieu. La plupart de ces 200 inculpés sont brûlés vifs en place publique ou torturés à mort, à Mexico. Le Vice-roi est alors tenu d'assister à ces cérémonies.

## Protecteur des Indiens
Actif protecteur des Indiens, Enríquez de Almanza fait donner des soins médicaux aux pauvres et aide les plus démunis. Il crée des hôpitaux pour soigner les victimes d'une terrible épidémie (sans doute la varicelle) qui fait 3 000 morts. Il édicte des règlements dans lesquels la protection sociale des Indiens est garantie vis-à-vis de leurs employeurs espagnols et un salaire décent est assuré à ceux qui travaillent comme paysans ou fermiers.

## Vice-roi du Pérou
Le Roi Philippe II d'Espagne a reçu des éloges à propos du vice-roi et est au fait des améliorations apportées lors de son mandat. En reconnaissance pour son travail, il le nomme Vice-roi du Pérou, le Pérou étant une colonie plus riche. Enríquez de Almanza embarque au port d'Acapulco sur le Pacifique en 1580. Il meurt à Pérou, au Pérou en 1583 durant son mandat. L'Audiencia gouverna la Nouvelle-Espagne jusqu'à l'arrivée du nouveau vice-roi, Lorenzo Suárez de Mendoza.
Le gens de Lima le surnommèrent el Gotoso (le goutteux) en raison de sa mauvaise santé. Il ne fut pas en mesure de faire beaucoup en tant que Vice-roi du Pérou et donc ne compte pas là-bas au nombre des grands vice-rois.